# 北海道東海大学の人物一覧
北海道東海大学の人物一覧（ほっかいどうとうかいだいがくのじんぶついちらん）は、北海道東海大学に関係する人物の一覧記事。

## 教員
- 上杉尹宏（うえすぎ　たかひろ） - 国際文化学部地域創造学科学部長・教授 北海道スキー連盟専務理事、北海道体育協会理事、全日本スキー連盟評議員、北海道体育協会競技力向上委員。ノルディック・コンバインド（複合）競技でカルガリー、アルベールビル、リレハンメル五輪でヘッドコーチ、長野五輪で監督を務めた。
- 織田憲嗣（おだ　のりつぐ） - 芸術工学部くらしデザイン学科教授 イラストレーション、広告デザイン、家具デザインが専門。椅子の収集家としても有名。多くの著書がある。
- 石井次郎 (地質学者)

## 著名な出身者
- 國母和宏 - プロスノーボーダー
- 里谷多英 - スキーモーグル選手（長野オリンピック金メダリスト、ソルトレークシティオリンピック銅メダリスト、トリノオリンピック代表）
- 高橋大斗 - ノルディック複合選手（ソルトレークシティオリンピック代表、トリノオリンピック代表）
- 附田雄剛 - スキーモーグル選手（ソルトレークシティオリンピック代表、トリノオリンピック代表）
- 湯浅直樹 - アルペンスキー選手（トリノオリンピック代表）
- イナダ - 北海道を中心に活躍する『劇団イナダ組』代表
- 佐藤達也 - プロ野球選手（オリックス・バファローズ）
- 原大輝 - プロ野球選手（オリックス・バファローズ）